# 韮崎市民交流センター

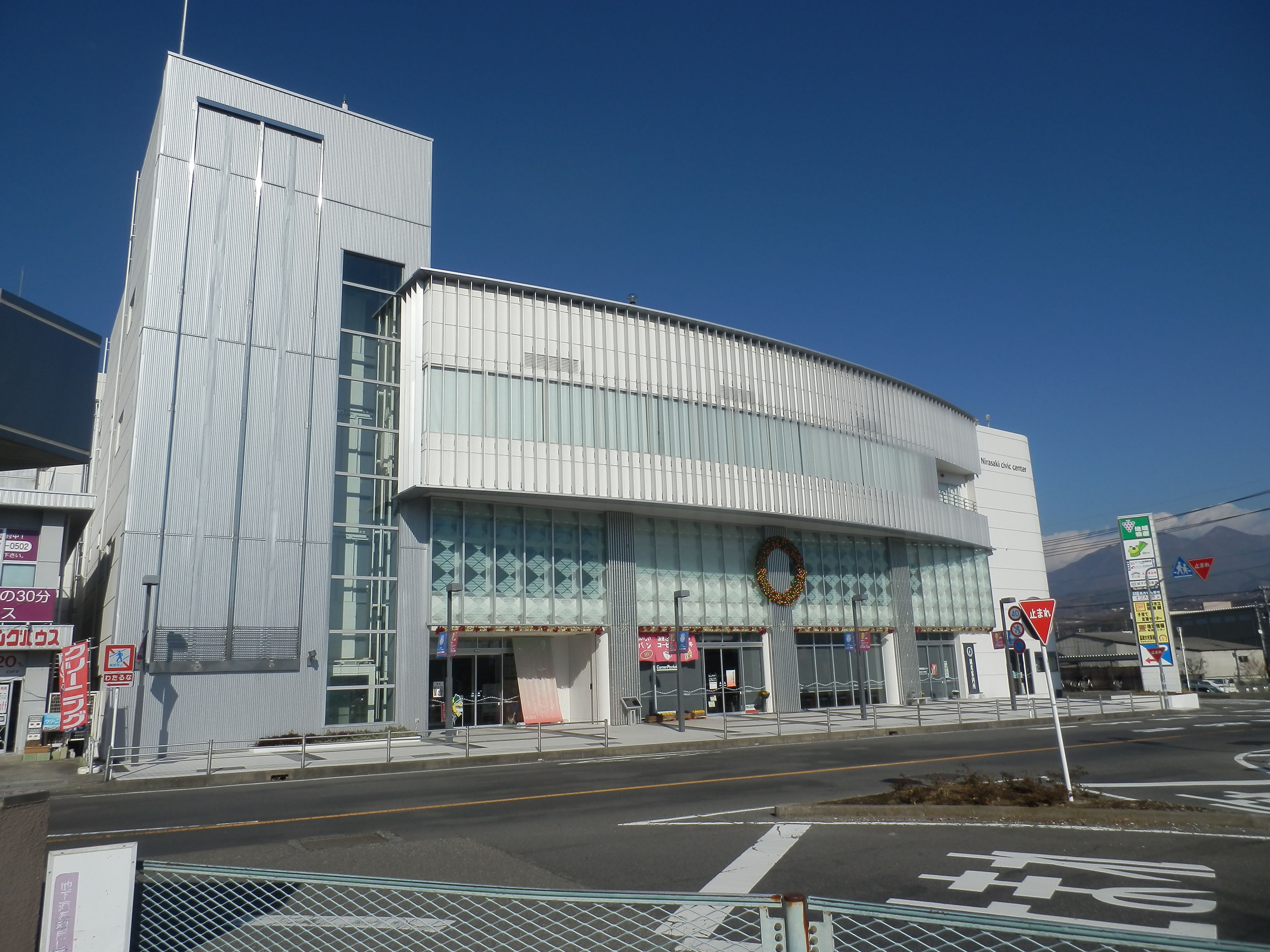
韮崎市民交流センター。2013年12月31日（休館日）に撮影。

韮崎市民交流センター（にらさきしみんこうりゅうセンター）は、山梨県韮崎市にある多目的施設である。愛称は「NICORI（ニコリ）」

## 概要
2009年（平成21年）3月末に閉鎖した韮崎駅前の商業施設「ルネス」の土地・建物を韮崎市が買収して、2010年（平成22年）10月から改修工事を行い、2011年（平成23年）9月に開館した。
施設内は韮崎市民図書館をはじめ、市民プラザとしての機能や公民館、さらに医療関連のテナントが入居している。
駅前という好立地や駐車場利用を4時間まで無料にしていることから年間35万人の予想入場者を超える40万人の利用者があり、2014年（平成26年）3月には入場者が100万人を突破した。

## フロア
本体は全3階となっており、これとは別に4階の駐車場棟がある。また、本体屋上にも駐車場があり、駐車場棟と直結している。
| 階 | 施設                                                       |
| -- | ---------------------------------------------------------- |
| 3F | 医療関連施設（内科医院、薬局、リハビリテーション施設など） |
| 2F | 韮崎市立大村記念図書館                                     |
| 1F | 総合受付、会議室、資料館、カフェ、その他公民館としての機能 |

## 開館時間
- 午前9時から午後10時

毎月第3月曜日と年末年始は休館

## アクセス
- 中央本線韮崎駅より徒歩1分
- 中央自動車道韮崎インターチェンジより車10分